# Dáfnia
Daphnia é um género de crustáceos da ordem Cladocera, normalmente chamada de pulga-de-água ou dáfnia. Devido à forma como nada impulsionada por duas antenas situadas no cimo da sua cabeça (segunda antena), a dáfnia parece pular dentro de água como pulam as pulgas terrestres.
Tem uma envergadura que varia entre 0,2 mm e 5,0 mm, habitam em meios aquáticos, desde charcos a rios, e alimentam-se essencialmente de plâncton podendo também ingerir microorganismos tais como protistas e bactérias mas também matéria orgânica particulada e dissolvida.

## Reprodução
A sua população  é composta maioritariamente ou exclusivamente por fêmeas. Quando as condições ambientais tornam-se desfavoráveis (por exemplo, falta de alimento, congelamento ou seca do corpo d'água), passam a reproduzir-se sexuadamente; parte dos ovos que se estavam a desenvolver dão origem a dáfnias machos, que utilizam as primeiras antenas e ganchos do primeiro par de patas para agarrar a fêmea. A partir da fecundação, formam-se ovos de resistência (às vezes chamados ovos de inverno), que permanecem dormentes até que se reunam as condições necessárias para se desenvolverem; estima-se que resistem durante um máximo de vinte anos). Tal capacidade deve-se ao facto de possuírem uma camada protectora constituída pelos restos da cavidade incubadora das suas progenitoras e que se denomina ephippium. Podem flutuar, ser transportadas, congeladas e até digeridos sem sofrerem danos porque a ephippium é resistente a enzimas digestivas.
Ao longo do seu crescimento, as dáfnias vão perdendo várias vezes o seu exoesqueleto, em um processo normal e similar à mudança de pele em alguns répteis. Este processo denomina-se muda ou ecdise.
Alimentam-se da mesma forma que as baleias filtradoras, filtrando o alimento da água. As suas pernas, teracópodes ou apêndices articulados, estão especializados para a alimentação. As partículas de alimento são retidas nas muitas cerdas filtradoras dos toracópodes 3 e 4, recolhidas no sulco ventral e depois impulsionadas para frente até a boca pelas próprias patas; os toracópodes 1 e 2 parecem ter função de seleção de alimento, rejeitando partículas muito grandes ou não aceitáveis. 
Devido ao facto destes animais terem um exoesqueleto transparente, é possível observar ao microscópio todas as partes que o constituem, desde o coração a bater até ao desenvolvimento embrionário na sua cavidade incubadora.
A sua esperança de vida não excede um ano. Dependendo das temperaturas, um indivíduo pode sobreviver 108 dias a temperaturas de 3 °C e sobreviver apenas 29 dias a temperaturas de 28 °C. Em zonas tropicais, o tempo de vida é menor, estimado em pouco mais de um mês. No inverno existem excepções; a população fica muito limitada, mas várias fêmeas sobrevivem até cerca de seis meses, tendo um crescimento lento mas atingindo maiores proporções que as fêmeas que se desenvolvem normalmente.
Os organismos do gênero Daphnia, chamados microcrustáceos, são amplamente sensíveis a mudanças em seu ambiente aquático, principalmente causadas por ação de xenobióticos. Atualmente esses organismos são utilizados em bioensaios, ou seja, testes que usam organismos vivos na avaliação de toxicidade em áreas afetadas por efluentes industriais e domésticos, agricultura e locais próximos a portos (exemplo: Porto de Santos, Porto de Paranaguá), desde que sejam água doce. E, devido à sua sensibilidade, as Daphnias são usadas para realizar esses bioensaios e essa é uma área importante da Biologia chamada  Ecotoxicologia aquática.

## Espécies
- Daphnia coronata
- Daphnia jollyi
- Daphnia nivalis
- Daphnia occidentalis
- Daphnia pulex